# ضربة شمس (فلم)
ضربة شمس هو فيلم مصري حركي وتشويقي وإثاري من إنتاج عام 1980، بطولة نور الشريف ونورا وليلى فوزي ومجدي وهبة ونجوى فؤاد وتوفيق الدقن وإخراج محمد خان. وهو أول فيلم روائي يخرجه محمد خان

## القصة
(شمس) مصور صحفى في إحدى المجلات، يرتبط بقصة حب مع (سلوى)، وهي موظفة تشجعه في عمله وتحلم معه بمشروعات كبيرة، يدعى (شمس) لتصوير حفل زفاف، وبالصدفة يلتقط صورة لقصاصة ورق تحترق عليها كلمات تبدو غامضة، تقوده هذه الكلمات إلى عصابة تتزعمها امرأة تقوم بتهريب الآثار للخارج، وبتزييف النقود. تبدأ مطاردة العصابة لشمس بعد أن كشف سرها، وتتوالى الأحداث

## طاقم العمل
- نور الشريف:شمس
- نورا:سلوى
- ليلى فوزي:رئيسة عصابة التهريب
- مجدي وهبة:محسن
- نجوى فؤاد:الراقصة نوال
- توفيق الدقن:جميل
- حسين الشربيني:مراد
- مصطفى متولي:جلال
- محمود فرج:بودي جارد زعيمة العصابة
- عبد السلام محمد:عبد الحميد الطبال
- فاروق فلوكس:فتحي
- اميمة سليم:زوجة مراد